# Guy Chambers
Guy Antony Chambers (født 12. januar 1963 i Liverpool, England) er en britisk komponist og producer.
Guy Chambers er nok mest kendt for sit partnerskab med Robbie Williams, som foregik i perioden 1997-2003, sammen komponerede de bl.a. hitsene "Angels", "Feel", "Millenium" og "Rock DJ".
Efter bruddet med Robbie Williams i 2003, har Chambers skrevet og udgivet sange med en lang række kunstnere, blandt andet Kylie Minogue, Bryan Adams, Tom Jones, Diana Ross, INXS, Jamie Cullum, Katie Melua, Trickster, Tokio Hotel, Hillary Duff, Eros Ramazzotti, Tina Turner og Enrique Iglesias.
To gange siden hans samarbejde med Williams, har hans kompositioner toppet hitlisterne. Først var det Brian McFaddens "Real to Me" og senere Melanie C's "First Day of My Life".

## Diskografi

### Solo
- Go Gentle Into the Light (2019)[1] No. 49 UK[2]

### Produktionsarbejde
Chambers har bidraget som musiker, producer og/eller sangskriver til følgende:
Albums
| - The Christmas Present (2019) – Robbie Williams - Under the Radar Volume 3 – (2019) Robbie Williams - Under the Radar Volume 2 (2017) – Robbie Williams - The Heavy Entertainment Show (2016) – Robbie Williams - Under the Radar Volume 1 (2014) – Robbie Williams - Swings Both Ways (2013) – Robbie Williams - Don't Forget Who You Are (2013) – Miles Kane - The Shocking Miss Emerald (2013) – Caro Emerald - Femme Schmidt (2012) – SCHMIDT - Out of the Game (2012) – Rufus Wainwright - A Holiday Carole (2011) – Carole King - Battleground (2011) – The Wanted - Playing in the Shadows (2011) – Example - Matter Fixed (2011) – Marlon Roudette - Songs for a Boy (2011) – Sophie Hunter - 100% (2011) – Beverley Knight - The Sea (2011) – Melanie C - The Wanted (2010) – The Wanted - In and Out of Consciousness: Greatest Hits 1990–2010 (2010) – Robbie Williams - Mirage (2010) – Armin van Buuren - The House (2010) – Katie Melua - Caféine (2010) – Christophe Willem - Reality Killed the Video Star (2009) – Robbie Williams - Humanoid (2009) – Tokio Hotel - Love Is Dead (2009) – Kerli - Boombox (2009) – Kylie Minogue - Tina!: Her Greatest Hits (2008) – Tina Turner - Heavy Rotation (2008) – Anastacia - I Am (2008) – Monrose - e2 (2008) – Eros Ramazzotti - MP3 (2008) – M. Pokora - X (2007) – Kylie Minogue - This Delicate Thing We've Made (2007) – Darren Hayes - Music City Soul (2007) – Beverley Knight - This Time (2007) – Melanie C - Welcome to Reality (2007) – Ross Copperman - The Orange Album (2007) – Stefy - Forever Begins Tonight (2006) – Patrizio Buanne - What Love Is (2006) – Erin Boheme - Voice (2006) – Beverley Knight - Switch (2005) – INXS - The Isis Project (2005) – Sophie Hunter | - Beautiful Intentions (re-release) (2005) – Melanie C - Tissues and Issues (2005) – Charlotte Church - Catching Tales (2005) – Jamie Cullum - Lemon Love (2005) – Aslyn - Nolita (2004) – Keren Ann - Back to Bedlam (2004) – James Blunt - Affirmation (2004) – Beverley Knight - Irish Son (2004) – Brian McFadden - Unwritten (2004) – Natasha Bedingfield - Mistaken Identity (2004) – Delta Goodrem - Hilary Duff (2004) – Hilary Duff - Andrea (2004) – Andrea Bocelli - Ultimate Kylie (2004) – Kylie Minogue - Greatest Hits (2004) – Robbie Williams - Save Yourself (2004) – Speedway - A Present For Everyone (2003) – Busted - Careful What You Wish For (2003) – Texas - Reason (2003) – Melanie C - Fleshwounds (2003) – Skin - Funky Dory (2003) – Rachel Stevens - SoulO (2003) – Nick Lachey - Live at Knebworth (2003) – Robbie Williams - From Now On (2002) – Will Young - Into Your Head (2002) – BBMak - Escapology (2002) – Robbie Williams - Love & Life (2001) – Diana Ross - Swing When You're Winning (2001) – Robbie Williams - Jardin Secret (2001) – Axelle Red - Light Years (2000) – Kylie Minogue - Sing When You're Winning (2000) – Robbie Williams - Reload (1999) – Tom Jones - The Live Adventures of the Waterboys (1999) – The Waterboys - I've Been Expecting You (1998) – Robbie Williams - Life thru a Lens (1997) – Robbie Williams - Egyptology (1997) – World Party - Am I the Kinda Girl? (1996) – Cathy Dennis - Bang! (1993) – World Party - Stress (1991) – Stress - Goodbye Jumbo (1990) – World Party |

Singler
| - "Still Kicking" (2023) - Trickster - "Thank Fuck It's Christmas" (2022) - Trickster - "Only When We're Naked" (2017) – Zak Abel - "Dream A Little Dream" (2013) – Robbie Williams - "Go Gentle" (2013) – Robbie Williams - "Tangled Up" (2013) – Caro Emerald - "He Aint Heavy ... He's My Brother" (2012) – The Justice Collective - "Single Tear" (2012) – Tyler James - "New Age" (2011) – Marlon Roudette - "Soul Survivor" (2010) – Beverley Knight - "A Happy Place" (2010) – Katie Melua - "The Flood" (2010) – Katie Melua - "World Behind My Wall" (2010) – Tokio Hotel - "Why Not Us" (2008) – Monrose - "Naïve" (2007) – Axelle Red - "Together We Are One" (2006) – Delta Goodrem - "Afterglow" (2006) – INXS - "Pretty Vegas" (2005) – INXS - "First Day of My Life" (2005) – Melanie C - "Come As You Are" (2004) – Beverley Knight - "Real To Me" (2004) – Brian McFadden - "Irish Son" (2004) – Brian McFadden - "Out of the Blue" (2004) – Delta Goodrem | - Let's Take Our Time (2004) – Ryan Cabrera - "I'll See It Through" (2003) – Texas - "Sexed Up" (2003) – Robbie Williams - "Something Beautiful" (2003) – Robbie Williams - "Feel" (2002) – Robbie Williams - "Somethin' Stupid" (2001) – Robbie Williams & Nicole Kidman - "Better Man" (2001) – Robbie Williams - "Eternity/The Road to Mandalay" (2001) – Robbie Williams - "Let Love Be Your Energy" (2001) – Robbie Williams - "Your Disco Needs You" (2001) – Kylie Minogue - "Supreme" (2000) – Robbie Williams - "Kids" (2000) – Robbie Williams & Kylie Minogue - "Rock DJ" (2000) – Robbie Williams - "Win Some Lose Some" (1999) – Robbie Williams - "She's the One/It's Only Us" (1999) – Robbie Williams - "Strong" (1999) – Robbie Williams - "No Regrets" (1998) – Robbie Williams - "Millennium" (1998) – Robbie Williams - "Angels" (1997) – Robbie Williams - "South of the Border" (1997) – Robbie Williams - "Lazy Days" (1997) – Robbie Williams - "Old Before I Die" (1997) – Robbie Williams |

Film
- Walk Like a Panther (2017)
- What a Man (2012) – "New Age" – Marlon Roudette
- Arthur (2011) – "Can't Buy You" – Mark Ronson & Daniel Merriweather
- Kinky Boots (2005)
- Fantastic Four (2005) – "Always Come Back To You" – Ryan Cabrera
- Raise Your Voice (2004) – "Shine" – Hilary Duff
- Love Actually (2003) – "I'll See It Through" – Texas
- Finding Nemo (2003) – "Beyond The Sea" – Robbie Williams
- Bridget Jones's Diary (2001) – "Have You Met Miss Jones?", "Not of This Earth" – Robbie Williams
- A Knight's Tale (2001) – "We Are the Champions" – Robbie Williams
- Bend It Like Beckham (2002) – "Dream The Dream" – Shaznay Lewis
- Lock, Stock & Two Smoking Barrels (1998) – "Man Machine" – Robbie Williams
- Nobody Someday (2002) – "Nobody Someday" – Robbie Williams
- Mean Machine (2001) – "Let Me Entertain You" – Robbie Williams

### Orkesterarrangement
- Julian Cope – "Sunspots" (Fried 1984)
- Julian Cope – "Sunshine Playroom" (World Shut Your Mouth 1984)